# Moldavian Airlines
A Moldavian Airlines foi uma companhia aérea com sede na propriedade do Aeroporto Internacional de Chişinău em Chişinău na Moldávia. Operou serviços internacionais regulares de Chişinău para destinos na Romênia e na Itália. Sua base principal era o Aeroporto Internacional de Chişinău.

## História

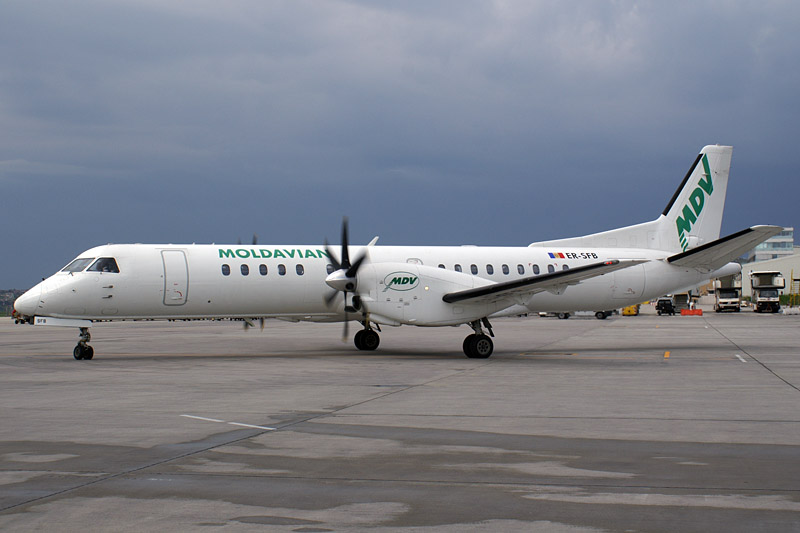
Moldavian Airlines Saab 2000

A Moldavian Airlines foi fundada em 26 de julho de 1994 e iniciou suas operações em 19 de agosto de 1994. Foi a primeira companhia aérea privada na Moldávia. Tornou-se uma empresa conjunta suíço-moldova em novembro de 1999, formando uma parceria com a Carpatair, uma companhia aérea regional com sede na Romênia . O certificado de operador aéreo da Moldavian Airlines permitia o transporte de passageiros, mercadorias e correio por todo o mundo (em julho de 2007 foi dado a eles esse certificado).
Em 2005, a Moldavian Airlines transportou 91.200 passageiros. Em 2006, foram transportados 89.200 passageiros. Em 2007, 50.000 passageiros foram transportados para Budapeste. Em 2008, o número de passageiros caiu para 45.700 passageiros.
A companhia aérea fechou e encerrou todas as operações em 2014.

## Destinos
A Moldavian Airlines realizou voos para a Carpatair, uma companhia aérea romena com sede no Aeroporto Internacional Timișoara Traian Vuia .

## Frota

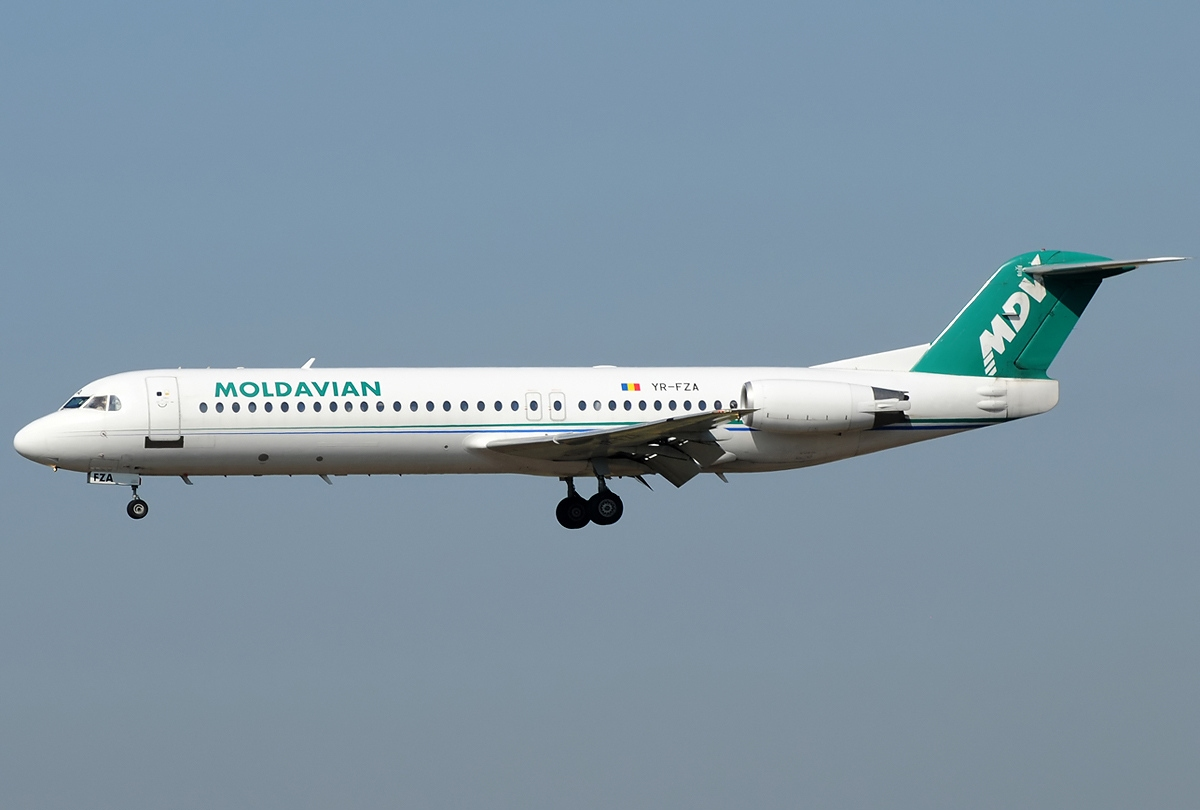
Moldavian Airlines Fokker 100

A frota da Moldavian Airlines consistia nas seguintes aeronaves:
| Tipo de avião          | Agora | Futuro | História | Notas                              |
| ---------------------- | ----- | ------ | -------- | ---------------------------------- |
| Boeing 737-300         | 0     | 0      | 1        | Arrendado da Carpatair             |
| Fokker 70 / Fokker 100 | 0     | 0      | 1        | Transferido para Carpatair         |
| Saab 340               | 0     | 0      | 1        | Vendido para outra companhia aérea |
| Saab 2000              | 0     | 0      | 2        | Ambos vendidos, um para Golden Air |
| Yakovlev Yak-40        | 0     | 0      | 1        | Arrendado da Air Moldova (ER-JGA). |
| Total                  | 0     | 0      | 6        |                                    |